# Patrick Roy
Patrick Jacques Roy [Nachname ausgesprochen als 'ʁwa'] (* 5. Oktober 1965 in Québec-Stadt, Québec) ist ein ehemaliger kanadischer Eishockeytorwart und derzeitiger -trainer. Er war von 1985 bis 2003 in der National Hockey League (NHL) aktiv und spielte dabei bis 1995 für die Montréal Canadiens, bevor er nach Denver wechselte und dort acht Jahre für die Colorado Avalanche auflief. In seiner Karriere gewann er 1986 und 1993 mit Montréal sowie 1996 und 2001 mit Colorado den Stanley Cup.
Roy gilt als einer der besten Torhüter aller Zeiten. Als bisher einziger Spieler der NHL-Historie wurde er dreimal mit der Conn Smythe Trophy geehrt und somit bei drei seiner vier Stanley-Cup-Siege als Most Valuable Player der Playoffs ausgezeichnet. Zugleich ist er der Einzige, dem diese Ehre mit unterschiedlichen Mannschaften zuteilwurde. Ferner erhielt der Kanadier dreimal die Vezina Trophy als bester Torwart der Liga und erspielte sich fünfmal die William M. Jennings Trophy als Torhüter mit dem geringsten Gegentorschnitt. Im Jahre 2006 wurde er in die Hockey Hall of Fame aufgenommen.
In der NHL war Roy von 2013 bis 2016 als Cheftrainer der Colorado Avalanche tätig und wurde dabei am Ende seiner ersten Saison mit dem Jack Adams Award als bester Trainer der Liga geehrt. Sowohl davor als auch danach fungierte er als Trainer und General Manager der Remparts de Québec, einem Juniorenteam aus der Ligue de hockey junior majeur du Québec, dessen Miteigentümer er ist. Seit Januar 2024 ist er als Cheftrainer bei den New York Islanders in der NHL tätig.

## Karriere

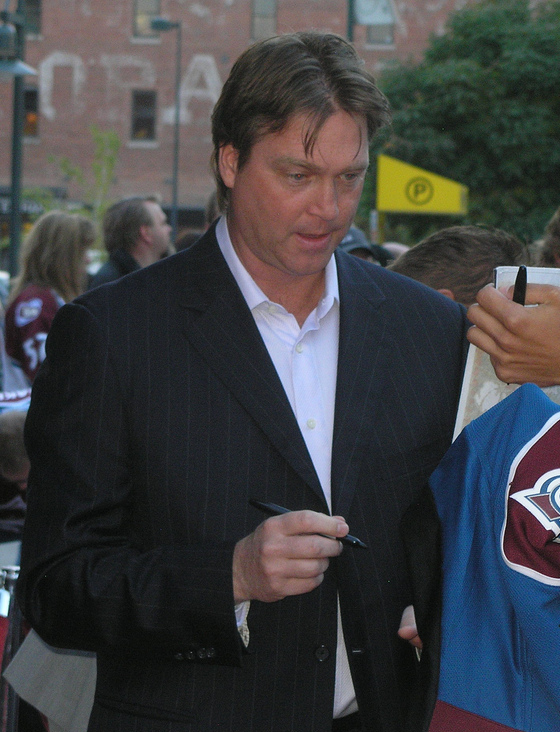
Patrick Roy (2010)

Der 185 cm große „Goalie“, der seinen Fanghandschuh links trug, wurde von den Canadiens de Montréal in der dritten Runde als 51. beim NHL Entry Draft 1984 in das Team geholt. Sein erstes Spiel in der wohl teuersten Profiliga bestritt er am 23. Februar 1985 gegen die Winnipeg Jets und erreichte dabei auch seinen ersten NHL-Sieg. Auf seinen ersten Shutout musste er jedoch bis zum 15. Januar 1986 warten, als die Canadiens wieder auf die Winnipeg Jets trafen und mit 4:0 siegten. Mit Montreal wurde er 1986 und 1993 Stanley-Cup-Sieger.
Als er sich zum Anfang der Saison 1995/96 mit dem Coach Mario Tremblay zerstritt, wechselte er gemeinsam mit Mike Keane im Tausch für Andrei Kowalenko, Martin Ručínský und Jocelyn Thibault zu den Colorado Avalanche. Dort war er vom Wechsel an sofort die Nummer eins im Tor und erreichte mit diesem Verein auch weitere Erfolge, darunter Stanley-Cup-Siege in den Jahren 1996 und 2001. Er hat in seiner langjährigen Karriere zum Beispiel acht Serien von jeweils 30 Siegen hintereinander gespielt. Außerdem wurde er je drei Mal als bester Goalie mit der Vezina Trophy und als bester Spieler in den Play-Offs mit der Conn Smythe Trophy ausgezeichnet. Nach einer langen Karriere mit Siegen und Niederlagen in der NHL nahm er 2003 seinen Abschied vom Eishockey.
Roys Trikot mit der Rückennummer 33 wurde am 28. Oktober 2003 von den Colorado Avalanche unter die Hallendecke gehängt, so dass nie mehr ein Spieler der Colorado Avalanche diese Rückennummer wählen darf. Im November 2008 wurde seine Rückennummer auch von den Canadiens gesperrt, was auf viel Resonanz stieß, weil Roy und die Canadiens sich 1995 im Streit getrennt hatten. Im Jahr 2006 wurde er in die Hockey Hall of Fame aufgenommen. Sein Nachfolger bei den Avs wurde der Schweizer David Aebischer.
Nach dem Ende seiner Karriere wurde er Vize-Präsident der Remparts de Québec, die in der kanadischen Juniorenliga QMJHL spielen. Des Weiteren ist er Generalmanager und Besitzer des Teams. Im September 2005 wurde er außerdem Trainer des Teams und im Mai 2006 gewann sein Team den Memorial Cup, die wichtigste Trophäe im kanadischen Junioren-Eishockey.
Am 23. Mai 2013 wurde Patrick Roy als neuer Cheftrainer der Colorado Avalanche vorgestellt. Zusätzlich erhielt er den Posten des Vice President Of Hockey Operations. In seiner ersten Saison als Cheftrainer der Avalanche führte er das Team zum ersten Divisionstitel seit elf Jahren. Am Ende der Spielzeit wurde er für seine Leistung mit dem Jack Adams Award geehrt. In den folgenden zwei Spielzeiten verpassten die Avs allerdings die Playoffs, sodass Roy im August 2016 von seinen Ämtern zurücktrat. Im April 2018 kehrte er als Cheftrainer und General Manager zu den Remparts de Québec zurück. Im Juni 2023 trat er dort von all seinen Funktionen zurück, nachdem er das Team in der Spielzeit 2022/23 zum Gewinn der Coupe du Président und des Memorial Cups geführt hatte.
Im Januar 2024 übernahm Roy zum zweiten Mal den Cheftrainer-Posten in der NHL; er wurde zum Nachfolger von Lane Lambert, der kurz zuvor von den New York Islanders entlassen wurde. Das erste Spiel unter Roy’s Führung gewannen die Islanders gegen die Dallas Stars mit 3:2 in Verlängerung.

## Erfolge und Auszeichnungen

### Als Spieler
| - 1985 Calder-Cup-Gewinn mit den Sherbrooke Canadiens - 1986 Stanley-Cup-Gewinn mit den Montréal Canadiens - 1986 Conn Smythe Trophy - 1986 NHL All-Rookie Team - 1987 William M. Jennings Trophy (gemeinsam mit Brian Hayward) - 1988 Teilnahme am NHL All-Star Game - 1988 William M. Jennings Trophy (gemeinsam mit Brian Hayward) - 1988 NHL Second All-Star Team - 1989 NHL-Spieler des Monats Februar - 1989 Vezina Trophy - 1989 William M. Jennings Trophy (gemeinsam mit Brian Hayward) - 1989 NHL First All-Star Team - 1990 Teilnahme am NHL All-Star Game - 1990 Vezina Trophy - 1990 NHL First All-Star Team - 1991 Teilnahme am NHL All-Star Game - 1991 NHL Second All-Star Team - 1992 Teilnahme am NHL All-Star Game - 1992 Vezina Trophy - 1992 William M. Jennings Trophy | - 1992 NHL First All-Star Team - 1993 Teilnahme am NHL All-Star Game - 1993 Stanley-Cup-Gewinn mit den Montréal Canadiens - 1993 Conn Smythe Trophy - 1994 Teilnahme am NHL All-Star Game - 1994 NHL-Spieler des Monats Februar - 1996 Stanley-Cup-Gewinn mit der Colorado Avalanche - 1997 Teilnahme am NHL All-Star Game - 1998 Teilnahme am NHL All-Star Game - 1999 NHL-Spieler des Monats Januar - 2001 Teilnahme am NHL All-Star Game - 2001 Stanley-Cup-Gewinn mit der Colorado Avalanche - 2001 Conn Smythe Trophy - 2002 Teilnahme am NHL All-Star Game - 2002 William M. Jennings Trophy - 2002 NHL First All-Star Team - 2003 Teilnahme am NHL All-Star Game - 2004 Aufnahme in den Temple de la Renommée de la LHJMQ - 2006 Aufnahme in die Hockey Hall of Fame |

### Als Trainer
- 2006 Memorial-Cup-Gewinn mit den Québec Remparts
- 2014 Jack Adams Award
- 2022 Trophée Maurice Filion
- 2023 Coupe-du-Président-Gewinn mit den Québec Remparts
- 2023 Memorial-Cup-Gewinn mit den Québec Remparts

## Karrierestatistik
(Legende zur Torhüterstatistik: GP oder Sp = Spiele insgesamt; W oder S = Siege; L oder N = Niederlagen; T oder U oder OT = Unentschieden oder Overtime- bzw. Shootout-Niederlage; Min. = Minuten; SOG oder SaT = Schüsse aufs Tor; GA oder GT = Gegentore; SO = Shutouts; GAA oder GTS = Gegentorschnitt; Sv% oder SVS% = Fangquote; EN = Empty Net Goal; 1 Play-downs/Relegation; Kursiv: Statistik nicht vollständig)

## Persönliches
Er war Trainer seines Sohnes Jonathan Roy, der 2008 nach der Schlägerei Hockey aufgab und eine Sängerkarriere verfolgte. Roy stritt ab, seinen Sohn zum Angreifen ermuntert zu haben, die Videokameras hatten dieses jedoch festgehalten. Vater und Sohn wurden gesperrt.